# Ran Ben Shimon
Ran Ben Shimon (in ebraico רן בן שמעון‎?; Petah Tiqwa, 28 novembre 1970) è un allenatore di calcio ed ex calciatore israeliano, di ruolo difensore, commissario tecnico della nazionale israeliana.

## Carriera

### Giocatore
Cresciuto nelle giovanili del Maccabi Petah Tiqwa, ha esordito con la prima squadra del club fino al 1987 e vi ha militato sino al 1995. In seguito ha militato per sei anni nell'Hapoel Haifa e nel 2001-2002 nell'Hapoel Petah Tiqwa, per poi chiudere la carriera agonistica nel 2002-2003 nelle file del Bnei Yehuda. 
Ha vestito la maglia della nazionale israeliana, con cui conta 34 presenze dal 1992 al 2000.

### Allenatore
Da allenatore ha esordito nel 2003 nelle giovanili del Maccabi Tel Aviv. Nel 2006 ha guidato la prima squadra dell'Hapoel Haifa, iniziando una carriera che lo ha condotto ad allenare molte altre compagini israeliane: Ironi K. Shmona (in due riprese), Maccabi Tel Aviv, Hapoel Tel Aviv, Maccabi Petah Tiqwa, Beitar Gerusalemme, Ashdod (in due riprese). Vanta anche delle esperienze all'estero, alla guida di AEK Larnaca (in due riprese) e della nazionale cipriota. Dal maggio 2024 allena la nazionale israeliana.

## Statistiche

### Statistiche da allenatore

#### Nazionale
Statistiche aggiornate al 10 giugno 2025.
| Squadra | Naz                | dal            | al       | Record | Record | Record | Record     | Record | Record | Record | Record |
| G       | V                  | N              | P        | GF     | GS     | DR     | Vittorie % |        |        |        |        |
| ------- | ------------------ | -------------- | -------- | ------ | ------ | ------ | ---------- | ------ | ------ | ------ | ------ |
| Israele | Israele (bandiera) | 23 maggio 2024 | in corso | 12     | 5      | 1      | 6          | 17     | 22     | −5     | 41,67  |

#### Nazionale israeliana nel dettaglio
| 2024           | Israele        | UEFA Nations League 2024-2025 | 4° nel Gruppo 2 della Lega A, retrocesso in Lega B | 6  | 1 | 1 | 4 | 16,67 | 5  | 13 | -8 |
| 2025           | Israele        | Qual. Mondiale 2026           | nel gruppo I                                       | 3  | 2 | 0 | 1 | 66,67 | 7  | 6  | +1 |
| Dal 2024       | Israele        | Amichevoli                    |                                                    | 3  | 2 | 0 | 1 | 66,67 | 5  | 3  | +2 |
| Totale Israele | Totale Israele | Totale Israele                | Totale Israele                                     | 12 | 5 | 1 | 6 | 41,67 | 17 | 22 | -5 |

#### Panchine da commissario tecnico della nazionale israeliana
| Cronologia completa delle presenze e delle reti in nazionale ― Israele | Cronologia completa delle presenze e delle reti in nazionale ― Israele | Cronologia completa delle presenze e delle reti in nazionale ― Israele | Cronologia completa delle presenze e delle reti in nazionale ― Israele | Cronologia completa delle presenze e delle reti in nazionale ― Israele | Cronologia completa delle presenze e delle reti in nazionale ― Israele | Cronologia completa delle presenze e delle reti in nazionale ― Israele | Cronologia completa delle presenze e delle reti in nazionale ― Israele |
| Data                                                                   | Città                                                                  | In casa                                                                | Risultato                                                              | Ospiti                                                                 | Competizione                                                           | Reti                                                                   | Note                                                                   |
| ---------------------------------------------------------------------- | ---------------------------------------------------------------------- | ---------------------------------------------------------------------- | ---------------------------------------------------------------------- | ---------------------------------------------------------------------- | ---------------------------------------------------------------------- | ---------------------------------------------------------------------- | ---------------------------------------------------------------------- |
| 8-6-2024                                                               | Debrecen                                                               | Ungheria                                                               | 3 – 0                                                                  | Israele                                                                | Amichevole                                                             | -                                                                      | Cap: E. Dasa                                                           |
| 11-6-2024                                                              | Budapest                                                               | Bielorussia                                                            | 0 – 4                                                                  | Israele                                                                | Amichevole                                                             | Guy Melamed Ramzi Safouri Raz Shlomo Mohammed Kna'an                   | Cap: E. Dasa                                                           |
| 6-9-2024                                                               | Debrecen                                                               | Belgio                                                                 | 3 – 1                                                                  | Israele                                                                | UEFA Nations League 2024-2025 - 1º turno                               | autorete                                                               | Cap: M. Solomon                                                        |
| 9-9-2024                                                               | Budapest                                                               | Israele                                                                | 1 – 2                                                                  | Italia                                                                 | UEFA Nations League 2024-2025 - 1º turno                               | Mohammad Abu Fani                                                      | Cap: D. Peretz                                                         |
| 10-10-2024                                                             | Budapest                                                               | Israele                                                                | 1 – 4                                                                  | Francia                                                                | UEFA Nations League 2024-2025 - 1º turno                               | Omri Gandelman                                                         | Cap: O. Glazer                                                         |
| 14-10-2024                                                             | Udine                                                                  | Italia                                                                 | 4 – 1                                                                  | Israele                                                                | UEFA Nations League 2024-2025 - 1º turno                               | Mohammad Abu Fani                                                      | Cap: O. Glazer                                                         |
| 14-11-2024                                                             | Saint-Denis                                                            | Francia                                                                | 0 – 0                                                                  | Israele                                                                | UEFA Nations League 2024-2025 - 1º turno                               | -                                                                      | Cap: M. Solomon                                                        |
| 17-11-2024                                                             | Budapest                                                               | Israele                                                                | 1 – 0                                                                  | Belgio                                                                 | UEFA Nations League 2024-2025 - 1º turno                               | Yarden Shua                                                            | Cap: E. Dasa                                                           |
| 22-3-2025                                                              | Debrecen                                                               | Israele                                                                | 2 – 1                                                                  | Estonia                                                                | Qual. Mondiali 2026                                                    | autorete Eli Dasa                                                      | Cap: E. Dasa                                                           |
| 25-3-2025                                                              | Debrecen                                                               | Israele                                                                | 2 – 4                                                                  | Norvegia                                                               | Qual. Mondiali 2026                                                    | Mohammad Abu Fani Dor Turgeman                                         | Cap: M. Solomon                                                        |
| 6-6-2025                                                               | Tallinn                                                                | Estonia                                                                | 1 – 3                                                                  | Israele                                                                | Qual. Mondiali 2026                                                    | 2 Dan Biton Mohammad Abu Fani (rig.)                                   | Cap: E. Dasa                                                           |
| 10-6-2025                                                              | Debrecen                                                               | Israele                                                                | 1 – 0                                                                  | Slovacchia                                                             | Amichevole                                                             | Yarden Shua                                                            | Cap: E. Dasa                                                           |
| Totale                                                                 |                                                                        | Presenze                                                               | 12                                                                     |                                                                        | Reti                                                                   | 17                                                                     |                                                                        |

## Palmarès

### Giocatore

#### Competizioni nazionali
- Campionato israeliano: 1

Hapoel Haifa: 1998-1999
- Coppa Toto: 2

Macc. Petah Tiqwa: 1994-1995
Hapoel Haifa: 2000-2001

### Allenatore

#### Competizioni nazionali
- Campionato israeliano: 1

Ironi K. Shmona: 2011-2012
- Coppa Toto: 1

Macc. Petah Tiqwa: 2015-2016
- Liga Leumit: 1

Ironi K. Shmona: 2006-2007